# 耶路撒冷的西緬
耶路撒冷的西緬（英語：Simeon of Jerusalem），也被稱為西門，革羅罷之子（希伯來語：שמעון הקלפוס），是猶太基督教領袖，第二任耶路撒冷教會主教，承接了公義者雅各的位子。他跟耶穌的兄弟西門以及使徒西門可能是同一個人。

## 生平
根據該撒利亞的優西比烏的《基督教會史》，公義者雅各被選為第一任耶路撒冷教會主教。在他殉道後，耶路撒冷的西緬被選為第二任主教。西緬是革羅罷的兒子，他父親革羅罷是耶穌父親約瑟的兄弟。
該撒利亞的優西比烏記載，在羅馬帝國圖拉真皇帝在位時，耶路撒冷的西緬在公元107年或117年被捕處刑。

## 身份
根據Hegesippus的記載，在馬太福音及馬可福音中，被稱為耶穌兄弟的西門，是第二任耶路撒冷教會主教。